# 云山书院
云山书院，俗称太史（师）公庙，是中国大陆福建省一座主祀明朝政治人物林偕春（林太史、林太师）的庙宇，创建于清光绪九年（1883年），今址位于漳州市云霄县云陵镇溪美街南强路，2005年5月11日被公布为第六批福建省文物保护单位，类型为古建筑。

## 建筑
此庙占地1300平方米，包含照壁、门厅、庭院、厢房、主殿等建筑，其中主殿名为「抉云楼」，为二层楼阁，屋顶为重檐歇山顶，面宽、进深皆为五间，木构为明间抬梁，文物保护范围为照壁、大殿后侧围墙、两厢房滴水外推10米。

## 文物
此庙由云霄各界人士募款捐建，光绪十一年（1885年）时平和南胜县丞潘阶第亦馈赠「云霄正气」匾額一块讚叹林太师的气节，该匾长1.84米、宽0.63米、字径0.5米，匾上两侧落款为「光绪乙酉年元春吉旦，平和南胜县丞潘阶第敬立」。此匾后流落于云霄县复兴东路附近民家中，2014年拆迁时因知情者年老忘记而未带走，被当成旧物丢弃于马路边，被拾荒者转卖，屡次转手到3.6万元人民币的价格。其后经由云霄县东厦镇佳洲村郭墩自然村林偕春祖祠堂工作人员打听，由林氏子孙购回并安置于该祖祠中。

## 信仰
2018年5月17日，臺灣南投縣草屯林太師廟曾组织80人進香团前来朝拜。

## 公益慈善
2019年8月8日，此庙举行高考优秀生颁奖仪式，33位学生分别获得2000元人民币奖学金，此外当地书法家林继枞亦赠送得奖者书法作品，云霄县爱心协会赠送学习用品，恒晟、中兴两家商行赠送一个旅行箱和一双皮鞋。